# Paul Gunia
Paul Gunia (* 27. Februar 1885 in Berlin; † 1. März 1955 ebenda) war ein deutscher Geher.
Bei den Olympischen Spielen 1908 in London schied er im 3500-Meter-Gehen und im 10-Meilen-Gehen in der Vorrunde aus.
1912 wurde er Deutscher Meister im 3000-Meter-Gehen.